# Luz Marina Bernal
Luz Marina Bernal Parra (Turmequé, 1960) es una activista colombiana, integrante fundadora del colectivo Madres de Soacha, activista por la paz en Colombia y defensora de los derechos humanos. Fue nominada al Premio Nobel de la Paz en 2016 y abandera la lucha de las mujeres cuyos hijos fueron asesinados y hechos pasar como guerrilleros por miembros del Ejército colombiano en los llamados "falsos positivos". Logró que Álvaro Uribe, presidente de Colombia, se retractara por injuriar la memoria de los jóvenes de Soacha, presentados como guerrilleros muertos en combate durante la Seguridad Democrática. La sentencia de reparación le llegó en 2014. En marzo de 2018 se presentó al Senado de la República de Colombia.

## Desaparición de su hijo en 2008
Bernal es madre de Fair Leonardo Bernal, que fue asesinado por el Ejército colombiano. Es impulsora del colectivo de Madres de Soacha, un grupo de mujeres que denunciaron la muerte de sus hijos por parte de las fuerzas armadas. La Fiscalía General del Estado ha reconocido el asesinato de su hijo como crimen de lesa humanidad así como la desaparición de más de 4.500 jóvenes. Son los llamados "falsos positivos".
Bernal debió afrontar la desaparición de su hijo, que contaba 26 años y sufría de una discapacidad mental que lo hacía actuar como un niño de 10 años. La última vez que vio a su hijo fue el 8 de enero de 2008, cuando salió de casa en Soacha, ciudad de 800.000 habitantes ubicada al sur de Bogotá, junto a la capital colombiana.
Los jóvenes desaparecidos no fueron buscados por la policía de Soacha pese a las denuncias de las madres, que intentaron encontrarlos con resultados nulos. Un médico de la jefatura forense llamó a Bernal 9 meses después para avisarle de que el cuerpo de su hijo estaba en la morgue de Ocaña, Norte de Santander, a 700 km al norte de Soacha. La autopsia reveló que Fair Leonardo Bernal murió 4 días después de su desaparición tras recibir un disparo en el rostro. Su madre no creyó esa versión, dado que su hijo era discapacitado, que no podría convertirse en guerrillero.

## Contexto de guerra en Colombia
En esos años finales de la década de 2000, el presidente de Colombia entre 2002 y 2010, Álvaro Uribe, dio impulso a un programa para que los grupos guerrilleros armados existen en Colombia se fueran debilitando. El ministro de defensa del gobierno firmó un documento que fue distribuido ofreciendo recompensas a militares que capturaran o asesinaran a los guerrilleros, como han presentado organizaciones de Derechos Humanos ante los organismos internacionales. Se trataba de la directiva ministerial número 29 que establecía: "el pago de recompensas por la captura o abatimiento en combate de las organizaciones armadas al margen de la ley, material de guerra, intendencia o comunicaciones e información sobre actividades relacionadas con el narcotráfico y pago de información que sirva de fundamento para la continuación de labores de inteligencia y el posterior planeamiento de operaciones”.
Personas defensoras de los Derechos Humanos y las Madres de Soacha explican como funcionó el mecanismo: "militares fueron hasta los barrios pobres de Colombia como Soacha para acercarse a jóvenes, mayoritariamente hijos de madres solas en zonas marginales, con el objetivo de conseguir su confianza y ofrecerles puestos de trabajo. Una vez lograron llevarlos muy lejos de sus poblaciones, los militares ejecutaron a estos jóvenes "soldados" y los presentaron como un combate contra la guerrilla".

## El colectivo Madres de Soacha

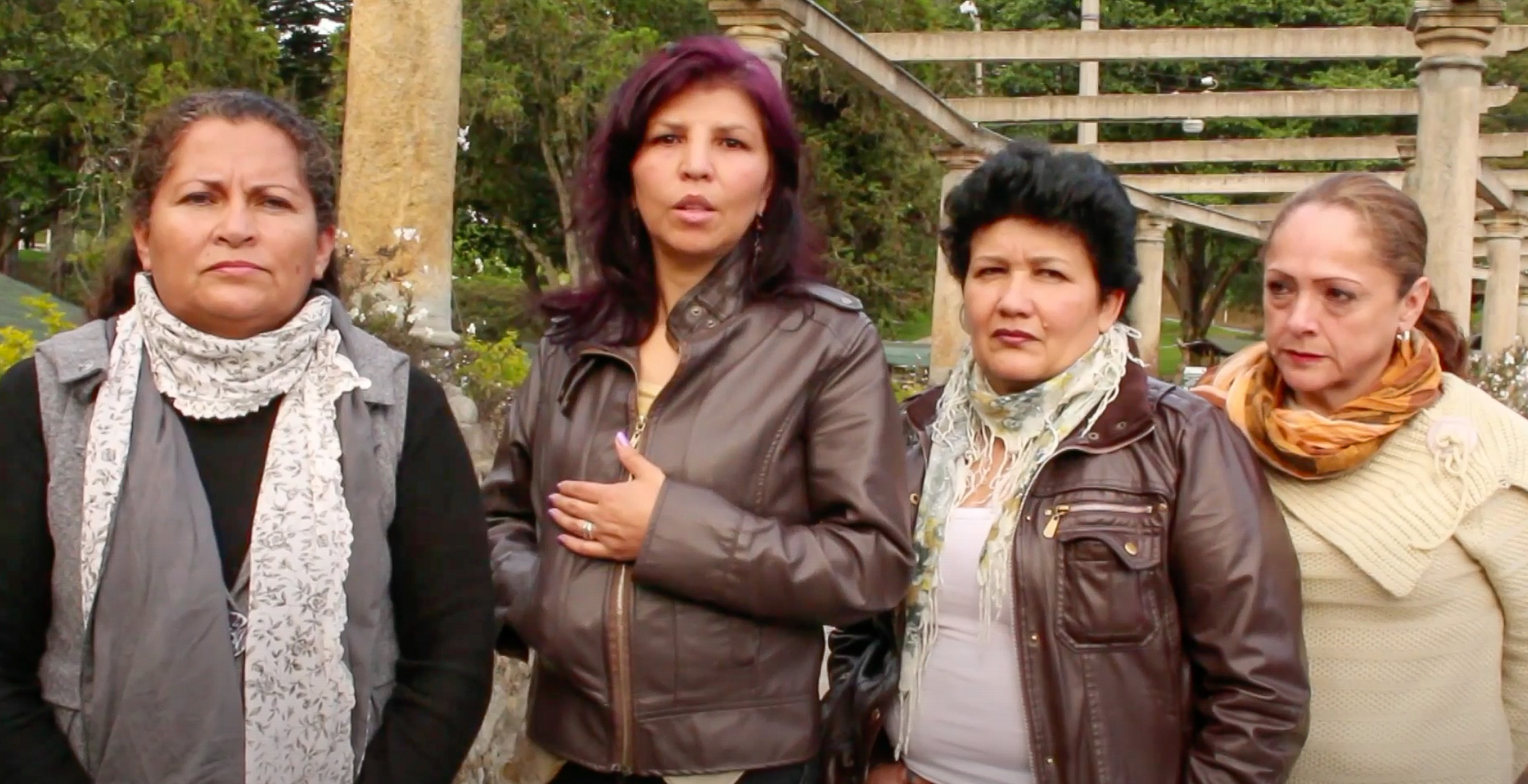
Bernal junto a algunas de las Madres de Soacha en 2013.

En dos años, de 2008 a 2010, se registraron 19 casos de desaparición en Soacha por lo que las mujeres coincidían en puestos policiales, oficinas de la Fiscalía y otros espacios. Acabaron uniéndose bajo la denominación de colectivo Madres de Soacha. El mismo caso de desaparición lo vivió María Sanabria con su hijo, por lo que Bernal y Sanabria decidieron luchar juntas por hacer oír la justicia en Colombia.
Desde 2010 hasta 2014, estas mujeres protestaron semanalmente en la plaza central de Soacha, con el apoyo de organizaciones de Derechos Humanos y del vecindario. Las protestas contaron con amplia cobertura en los medios de comunicación social de Colombia. Además, en esos años Bernal asistió como líder del colectivo Madres de Soacha a instancias internacionales en más de diez países, colocando el foco sobre la justicia colombiana y sus gobernantes.
Entre las tareas que realizaban las integrantes del colectivo en Soacha estaban fotografiar a los grupos de militares cuando estaban realizando redadas y se llevaban en camiones a jóvenes detenidos, así como pedirles a estos últimos sus números de teléfono para llamar de inmediato a sus familias.
Las Madres de Soacha es una organización respaldada por organizaciones como Amnistía Internacional. Saben que el proceso es lento pero no cejan en su labor de encontrar formas contra la impunidad y de impulsar las actuaciones de la justicia colombiana contra la barbarie.

## Indicadores sobre "falsos positivos"
Hasta finales del 2014, la Fiscalía General de Colombia reconocía haber recibido la denuncia de 4.716 asesinatos presuntamente cometidos por miembros de las fuerzas de seguridad, que cumplían con las características de casos como los de Jaime Estiven, el hijo de María Sanabria. La Fiscalía informó también que aproximadamente 4.000 miembros del Ejército estaban implicados en estos casos. Hasta esa fecha, cerca de 900 militares se encontraban condenados.
La Organización de Naciones Unidas (ONU) publicó un informe a principios del 2014 en el que se reflejaba la lentitud del sistema judicial frente a estos casos conocidos como “falsos positivos”. A finales de 2014, sólo 294 expedientes habían llegado a juicio, aunque en su mayoría aún esperaban sentencia. Mientras, estudios de universidades colombianas realizados entre 2004 y 2014 fueron reflejando que los casos de “falsos positivos” habían aumentado un 154% en ese periodo.

## Documentales
Bernal participó en la obra de teatro "Antígonas, Tribunal de Mujeres" como una aproximación a las artes escénicas como forma de reclamación de justicia. Posteriormente ha participado  en diversos documentales y audiovisuales para hacer visible la labor de las Madres de Soacha.
En 2014 Intermón Oxfam realizó una pieza audiovisual sobre las Madres de Soacha en su programa Avanzadoras, titulado "Huellas que no callan".
También en 2014 las Madres de Soacha se convirtieron en actrices para contar la historia de sus hijos, de los que continúan buscando sus restos. En 2015 Bernal coprotagonizó el documental de la periodista Lula Gómez “Mujeres al frente, la ley de las más fuertes” en donde su testimonio, junto con el de Mayerlis Angarita, Patricia Guerrero, Beatriz Montoya, Luz Marina Bernal, Luz Marina Becerra y Vera Grabe, hace parte de un conjunto de relatos que narran las luchas y resistencias de las mujeres campesinas para sobrevivir al conflicto armado interno y sus respuestas a los atropellos a los que las comunidades campesinas, negras y pueblos indígenas se han visto sometidos.

## Reconocimientos
El colectivo Madres de Soacha han sido reconocidas con distintos galardones internacionales de Derechos Humanos, destacando:
- Fue presentada al Premio Nobel en 2016
- Premio Constructores de Paz en 2013, que entrega el Instituto Catalán Internacional para la Paz en el Parlament de Catalunya, Barcelona. Fue recogido por Luz Marina Bernal, María Sanabria y otras tres madres de Madres de Soacha.
- Premio Mejores Líderes 2016 por buscar verdad y justicia para las víctimas (entre 1.000 y 4.000) de los “falsos positivos” en Colombia.